# Warburg
Warburg település Németországban, azon belül Észak-Rajna-Vesztfália tartományban. Lakosainak száma 23 336 fő (2023. december 31.). Warburg Lichtenau, Marsberg, Willebadessen és Borgentreich községekkel határos.

## Fekvése
Kasseltől északnyugatra, Bad Wünnenbergtől keletre fekvő település.

## Története

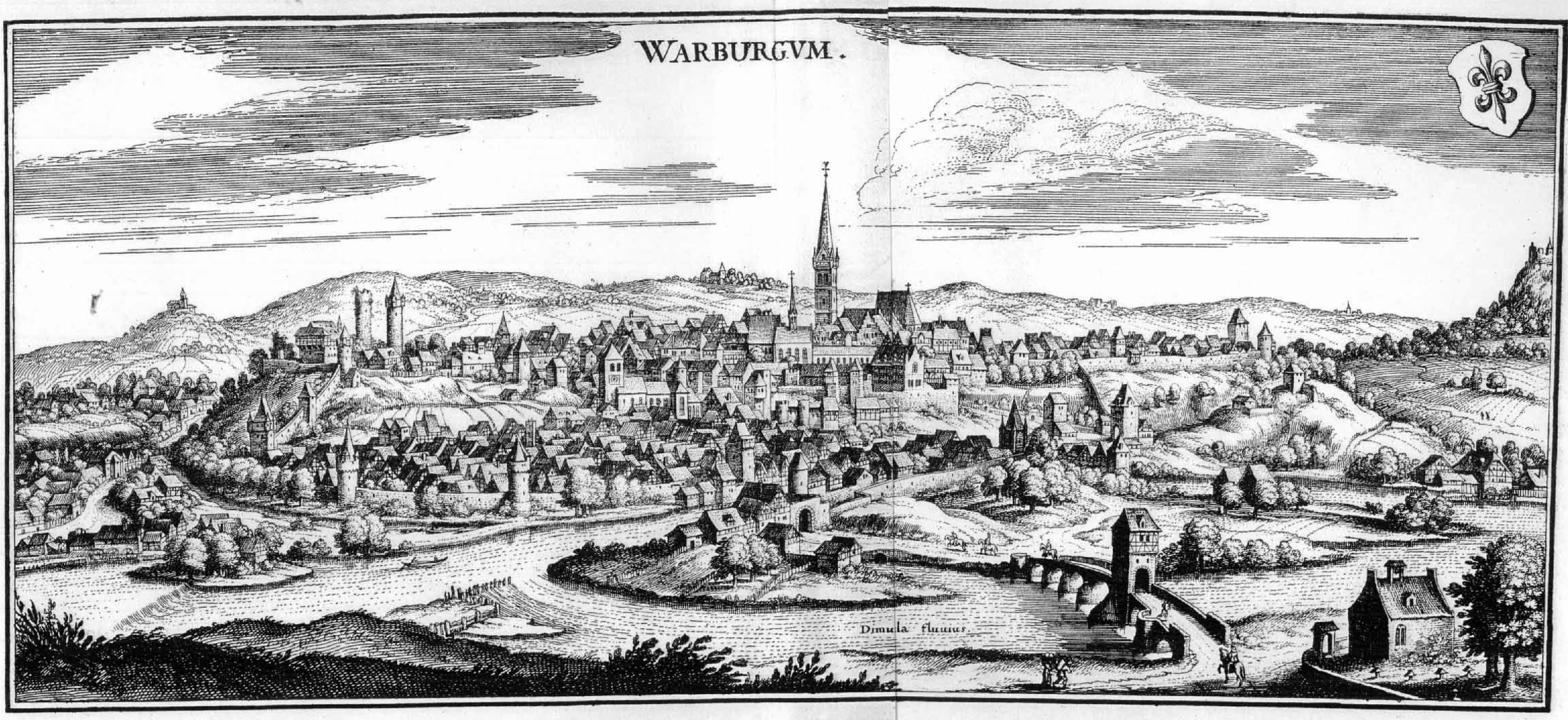

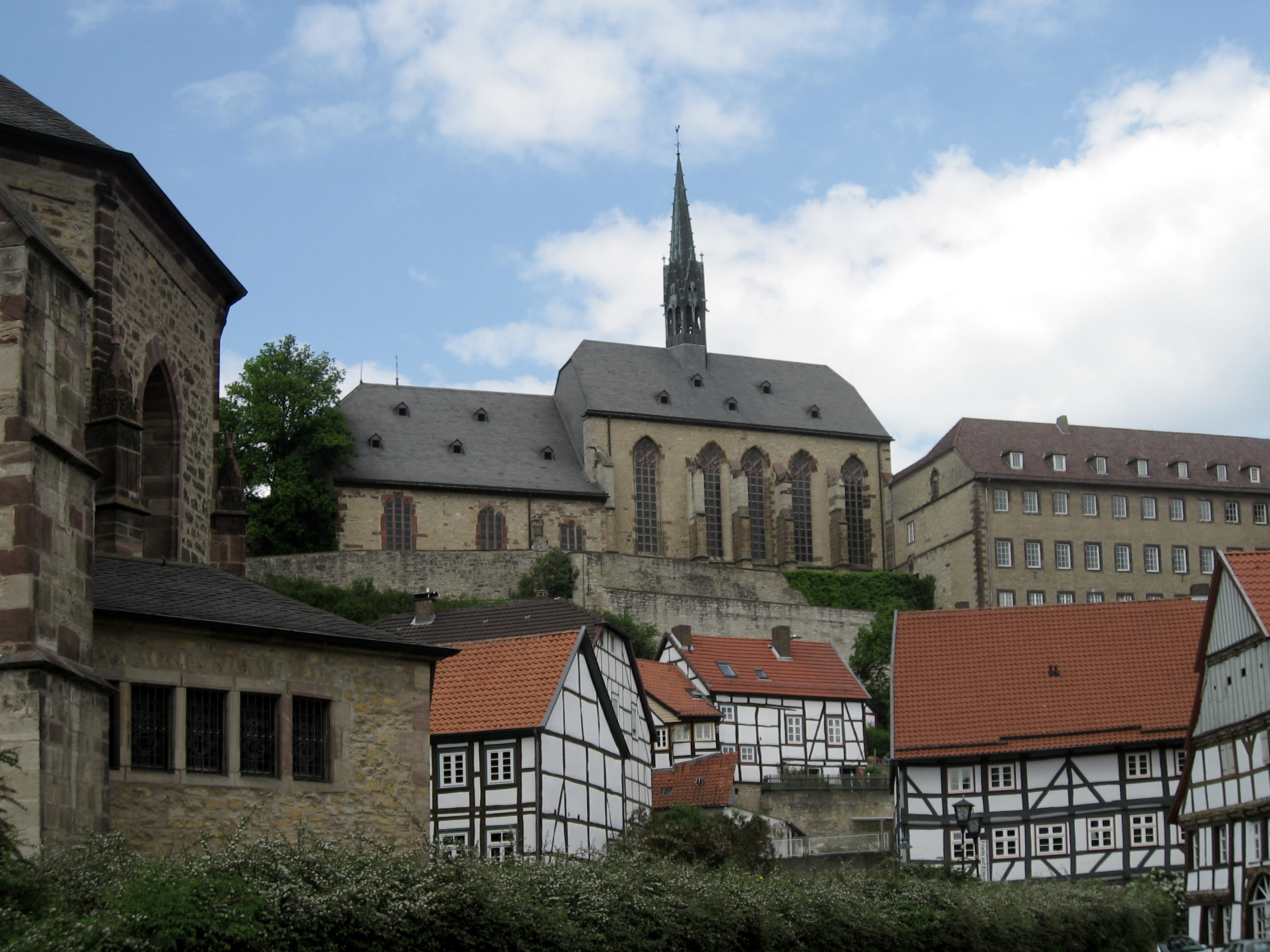

Warburg nevét 1010-ben említették először a krónikák. A település a Burgberg lábánál jött létre. 1364-ben a Hanza-szövetség tagja lett. A Paderborni püspökséghez, majd 1807-től 1813-ig Vesztfáliához tartozott.
A bécsi kongresszus után a Warburgi földdel (Warburger land) együtt porosz fennhatóság alá került.

## Nevezetességek
- Dominikánus templom és kolostor - A templom 1300 körül épült. 1660-ban bővítették. Késő gótikus szószéke és barokk főoltára van.
- Óvárosi templom (Altstädter vagy Marienkirche) - A 13. század végén épült. Gazdagonm díszített portálja és különösen szép 1580-ból való oltárkeresztje van.
- Újvárosi templom (Neustadter vagy Johanniskirche) - 13. századból való rövid, alacsony csarnoka és magas gótikus szentélye és gazdag, 15. századból származó belső berendezése van.
- Várkápolna - A 11. századból való
- Városháza (Rathaus) - 1568-ban reneszánsz stílusban épült.
- Helytörténeti múzeum
- Régi városi erődítmény maradványai

## Itt születtek, itt éltek
- Anton Eisenboit (1555-1603) - aranyműves
- Antonius Corvinus - teológus és reformátor. Munkája (Kurze und Einfältige Auslegung der Evangelien) 1535-ben Luther Márton előszavával jelent meg.

## Galéria

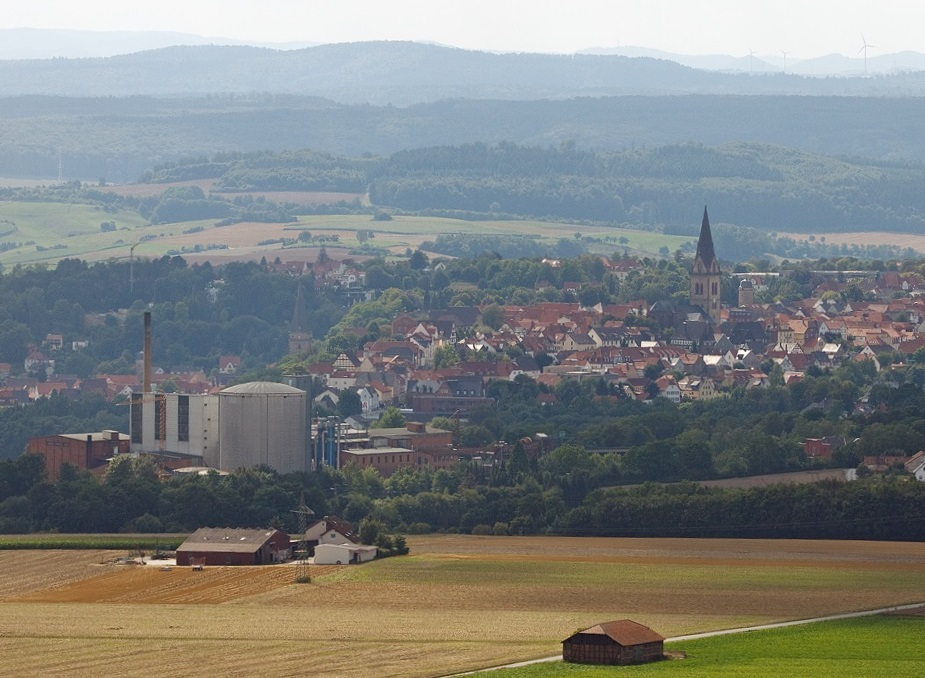
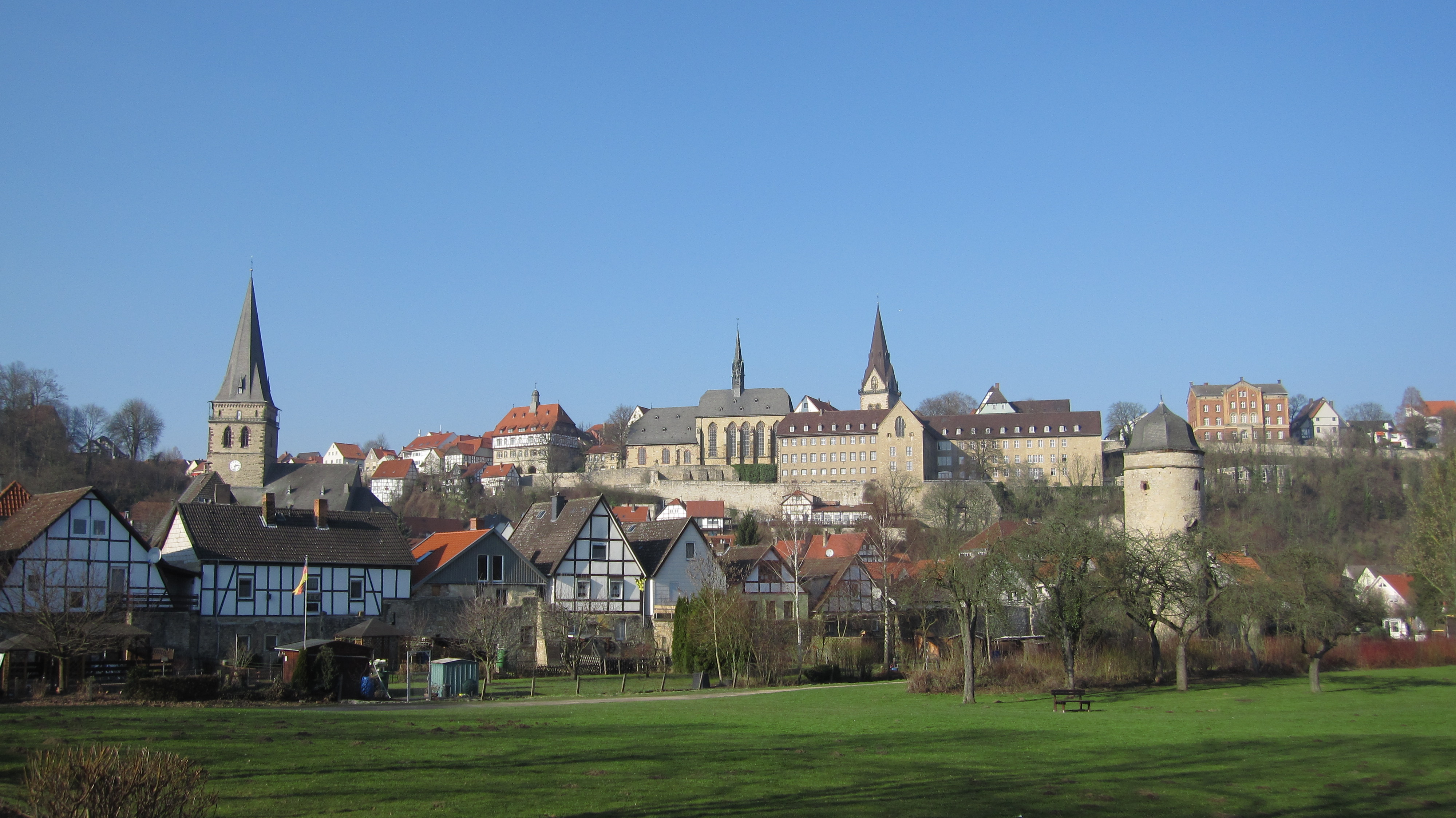
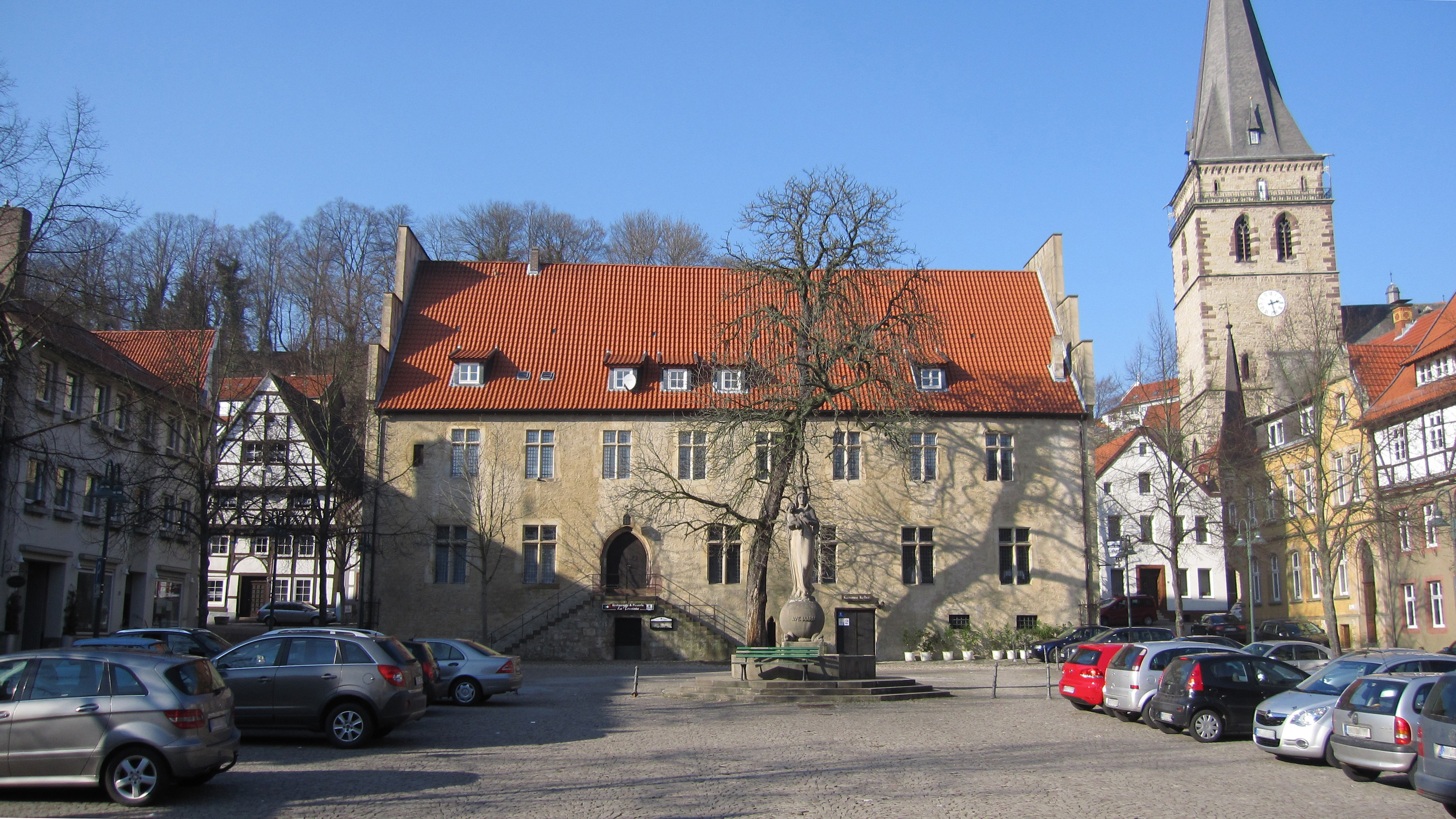
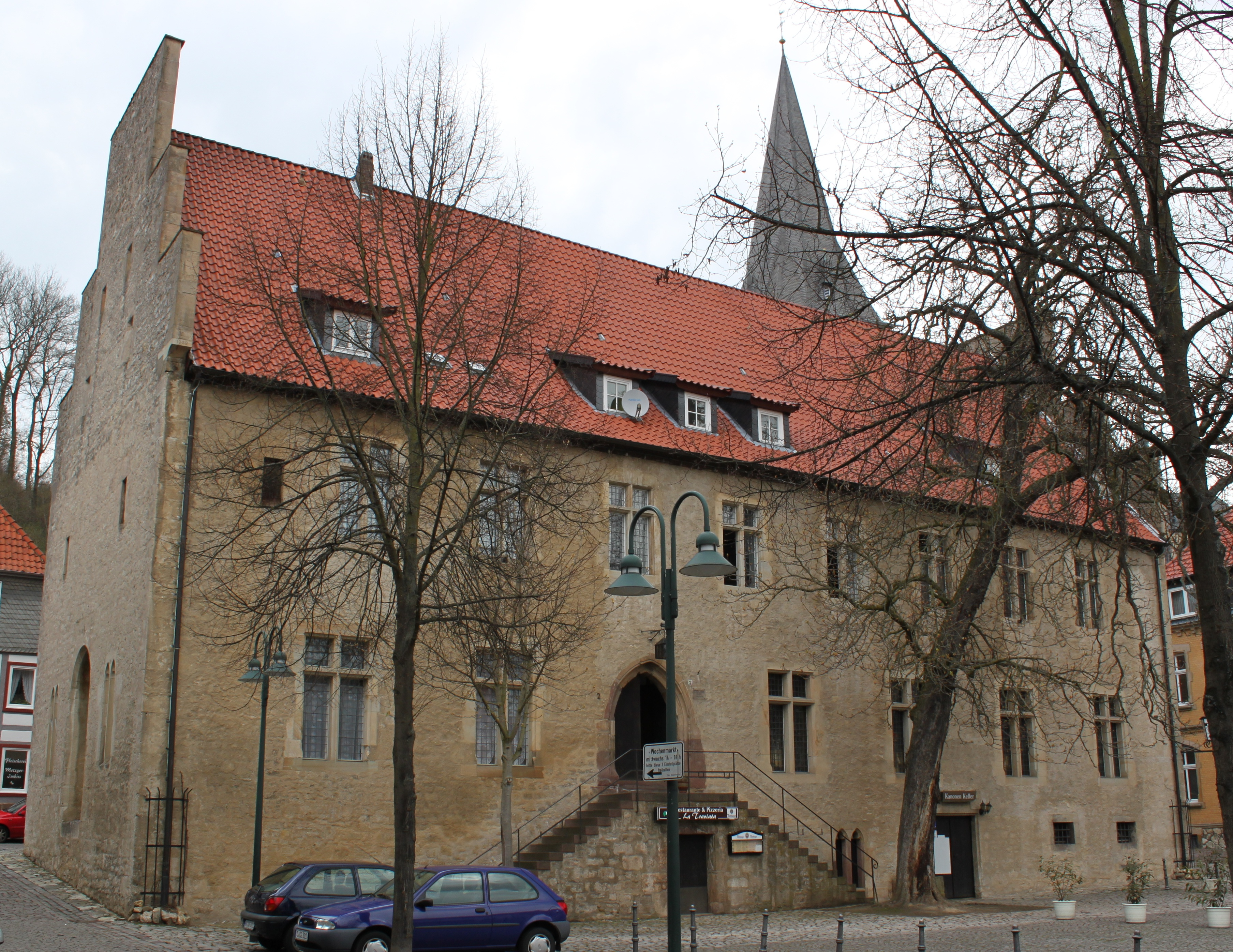
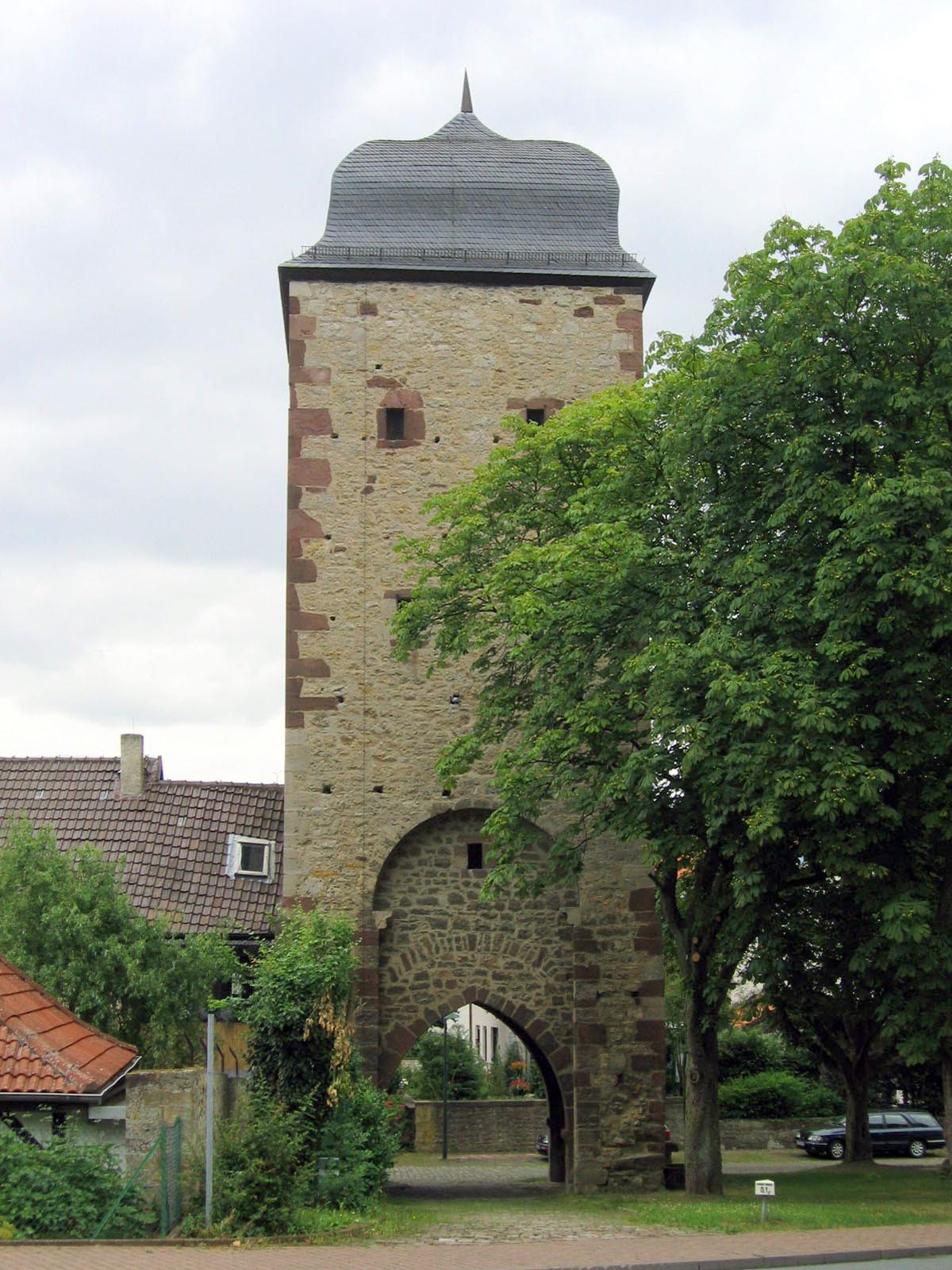
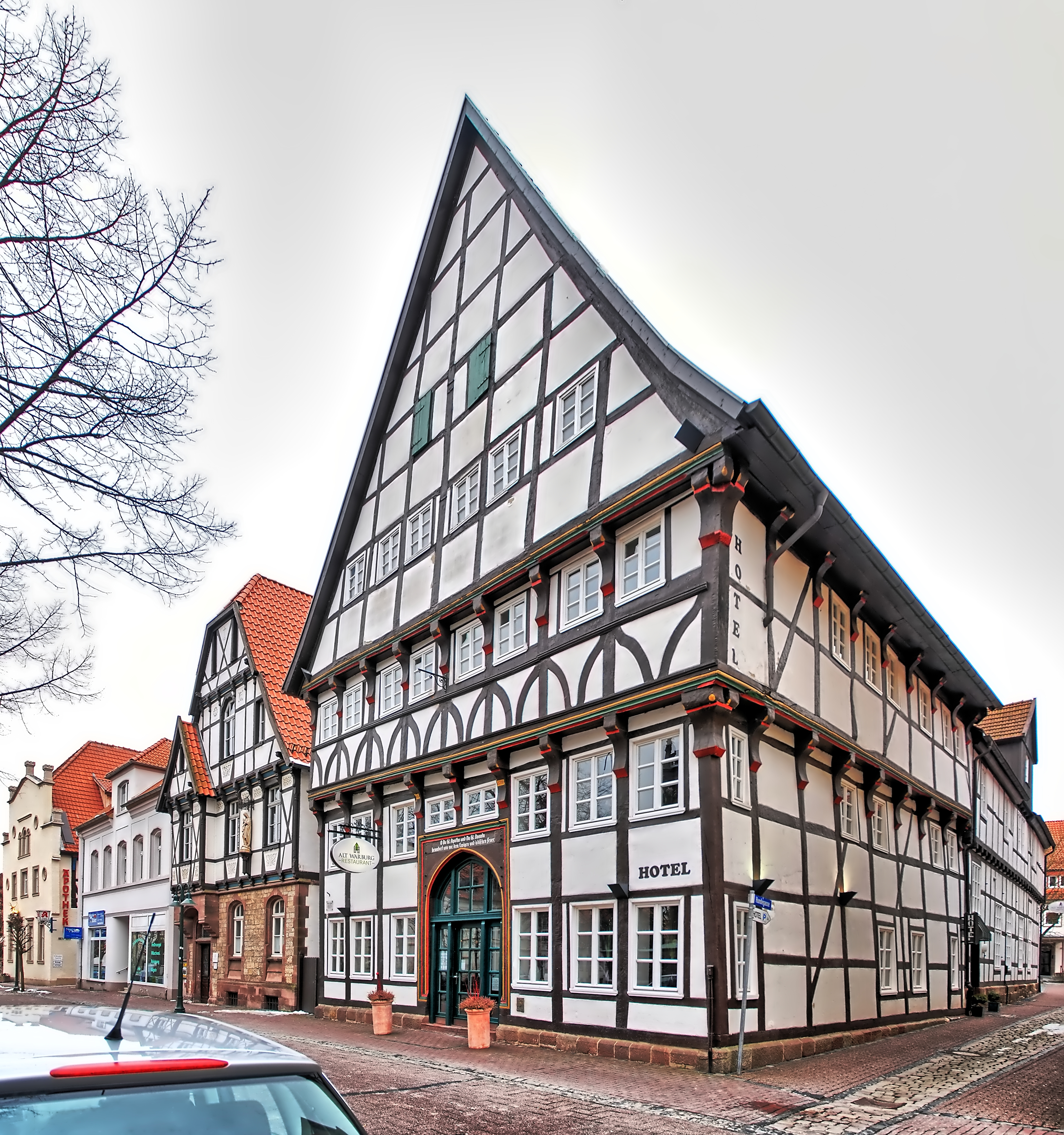
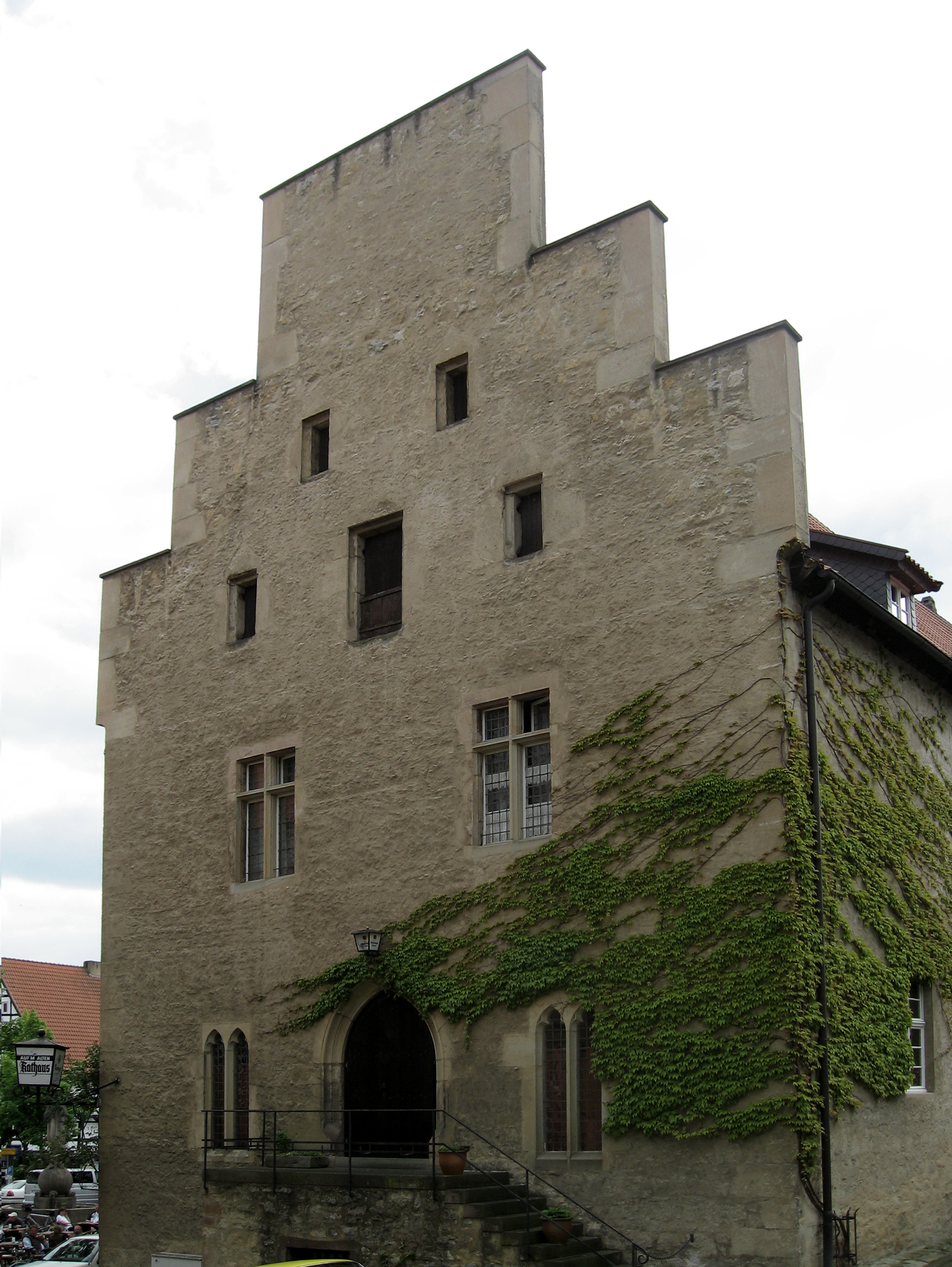
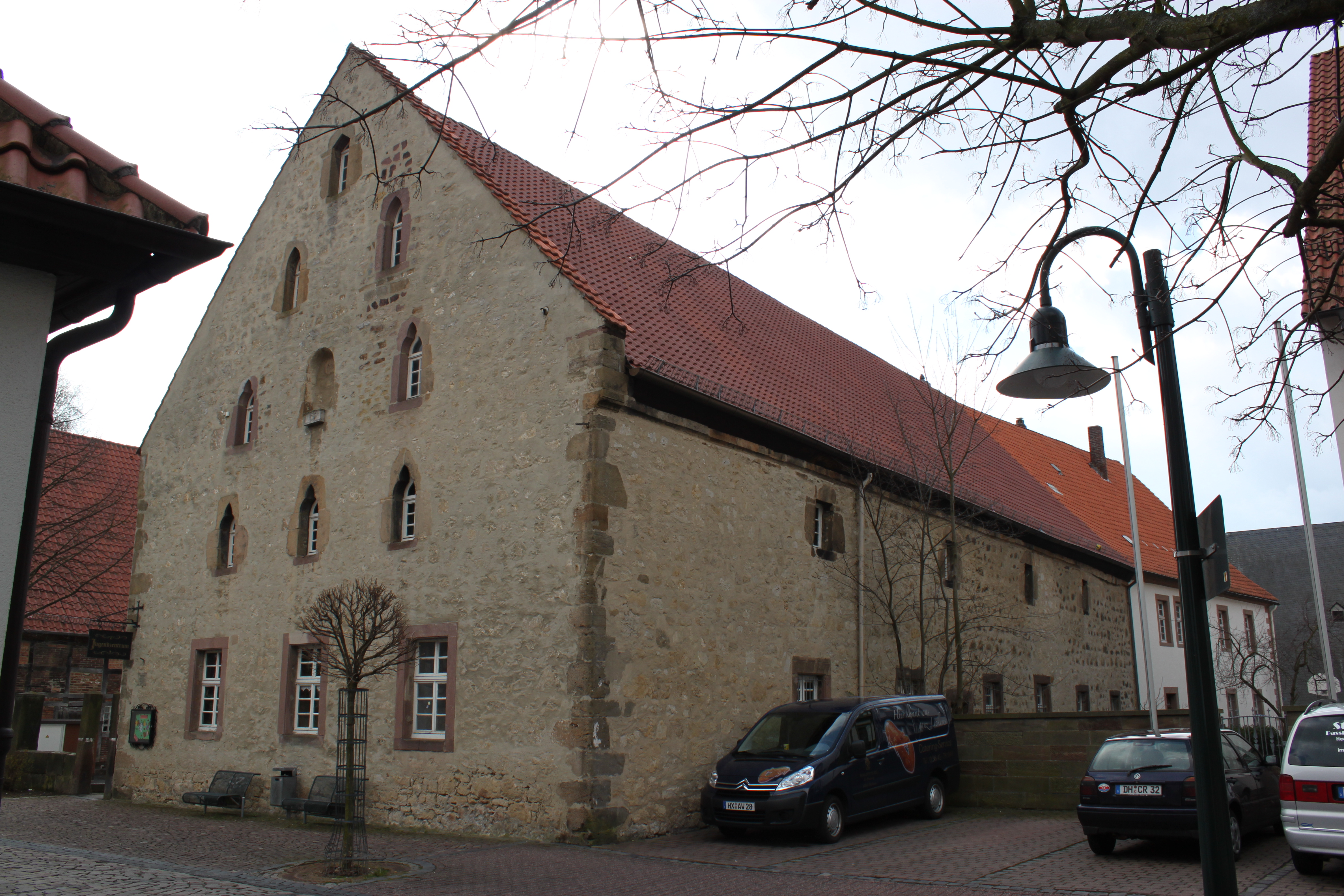
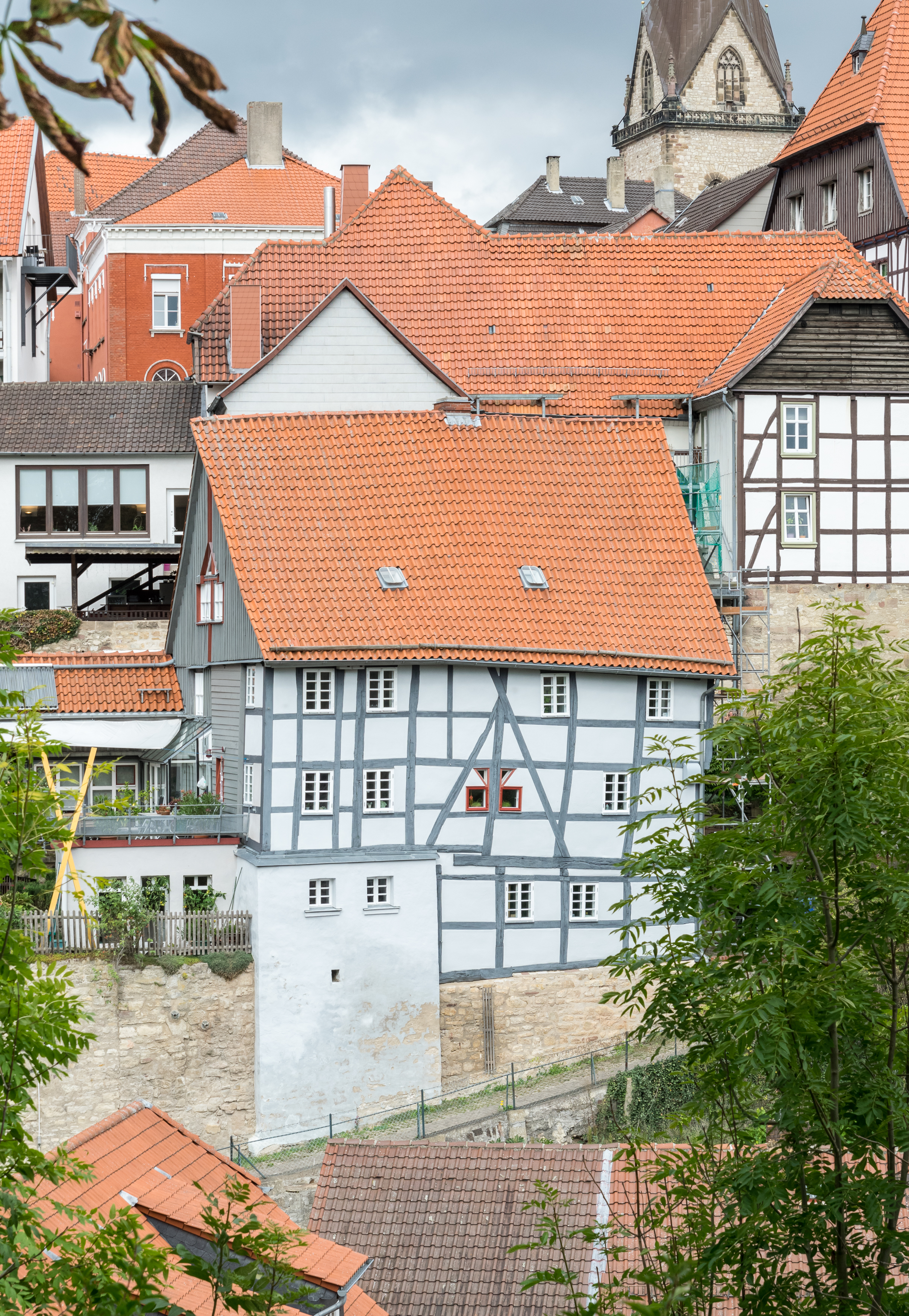
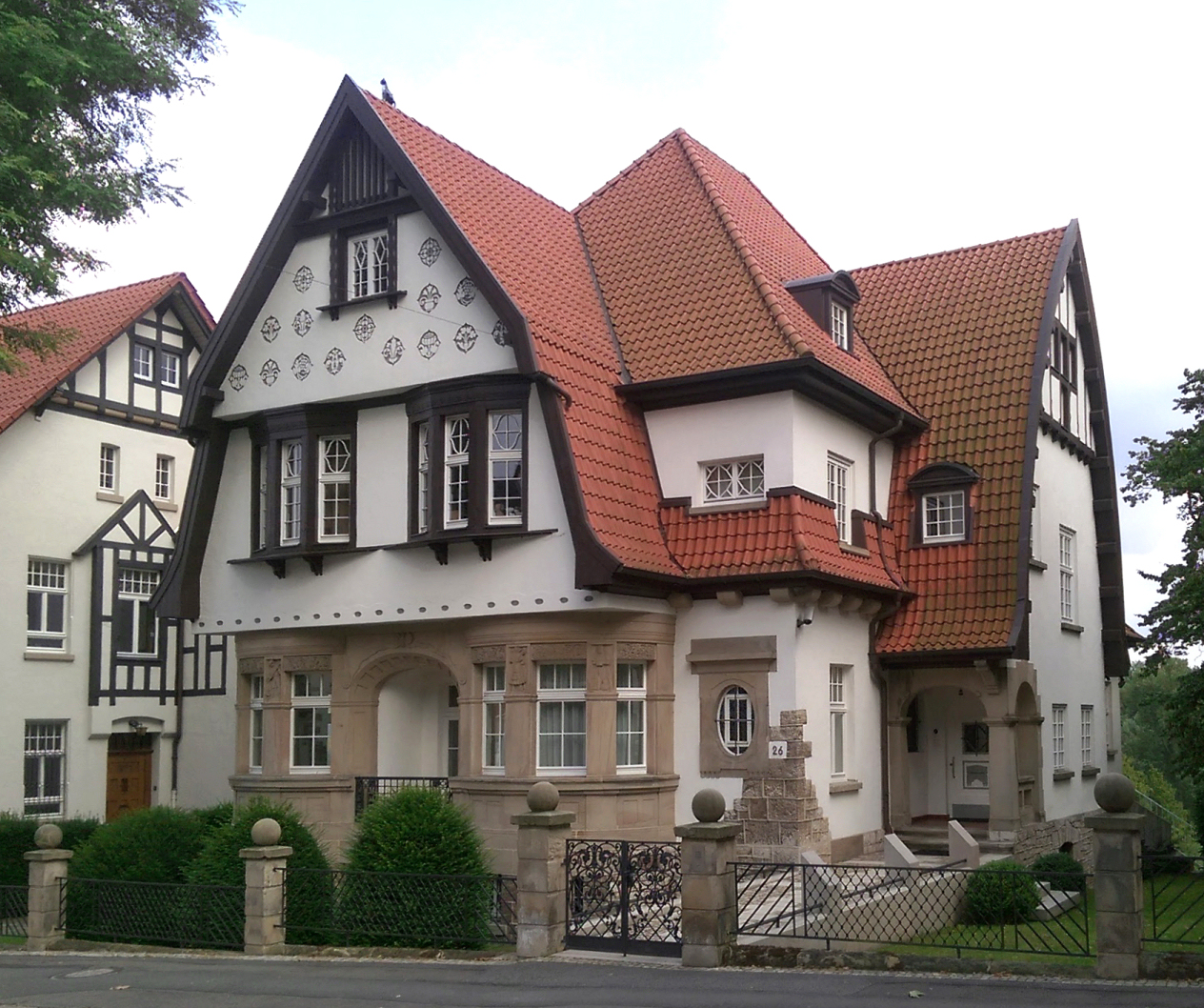
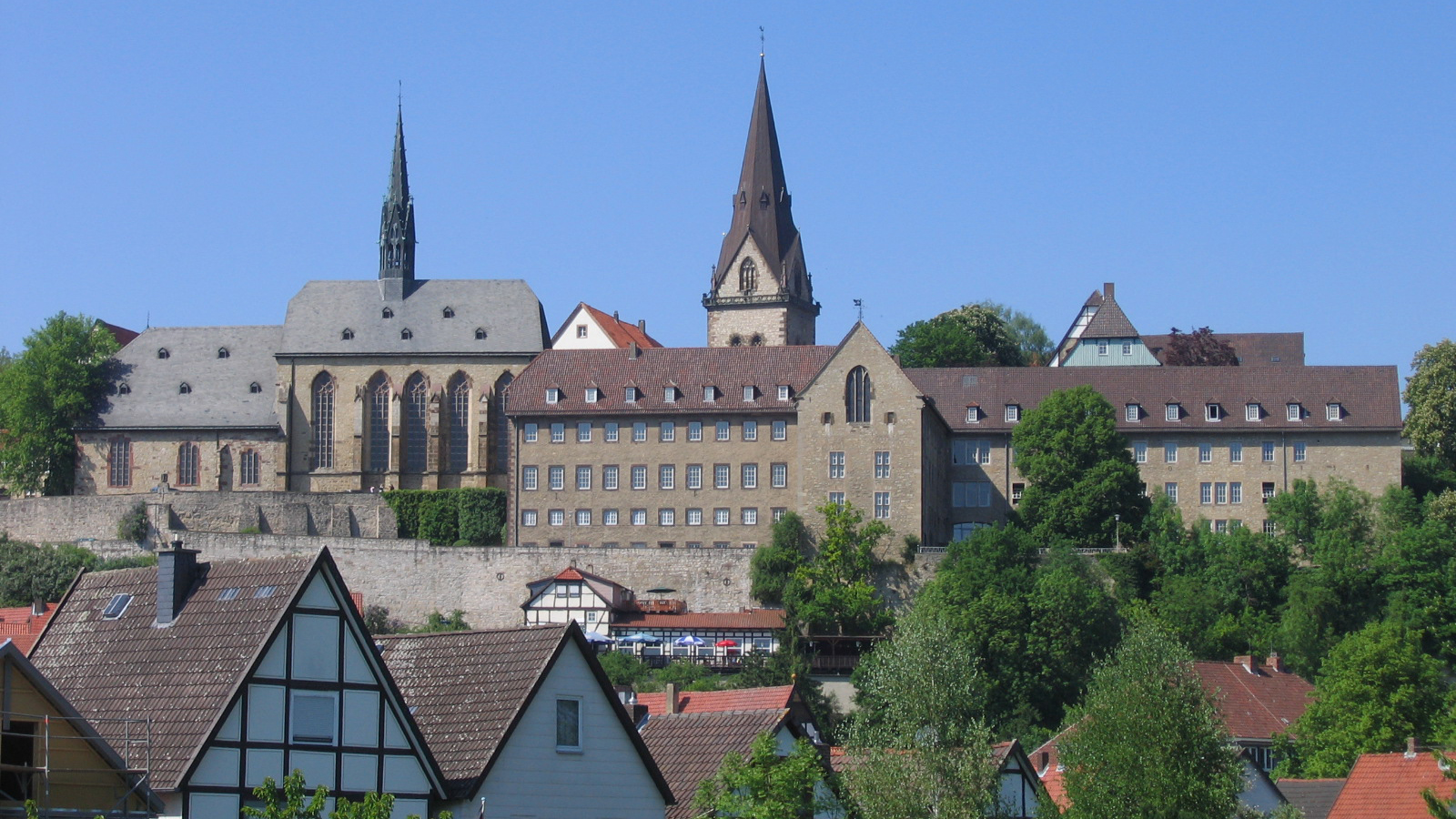
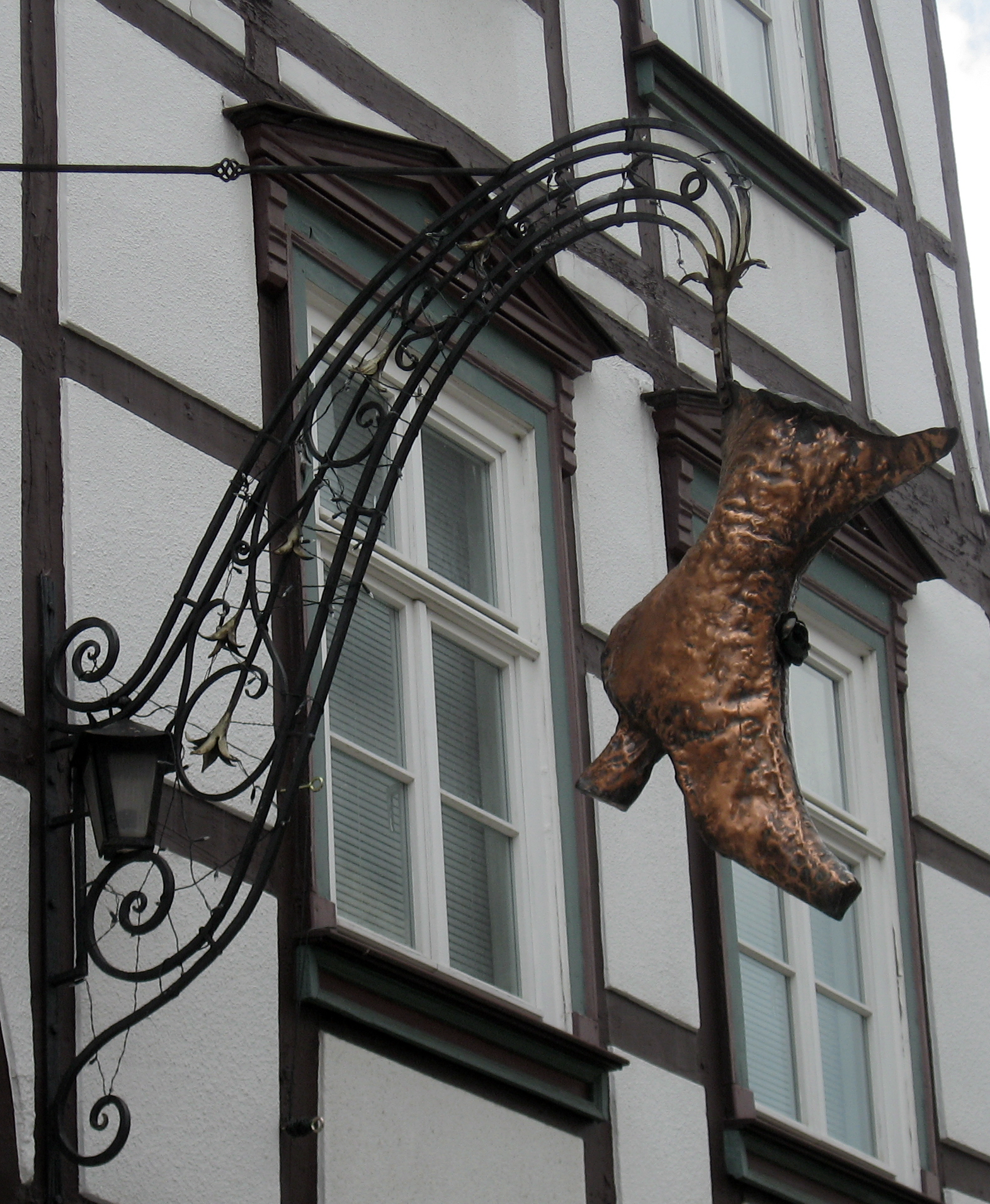
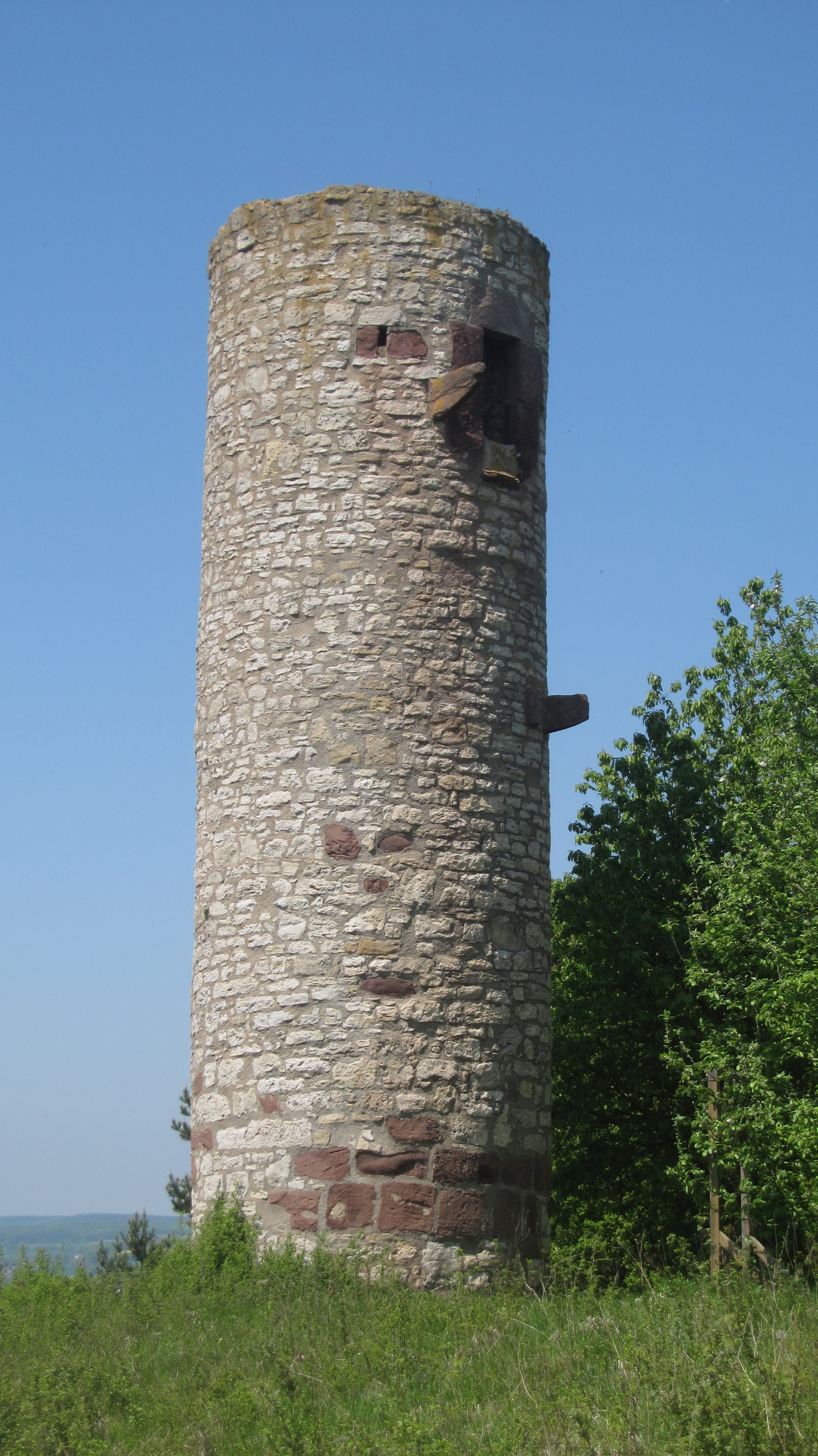
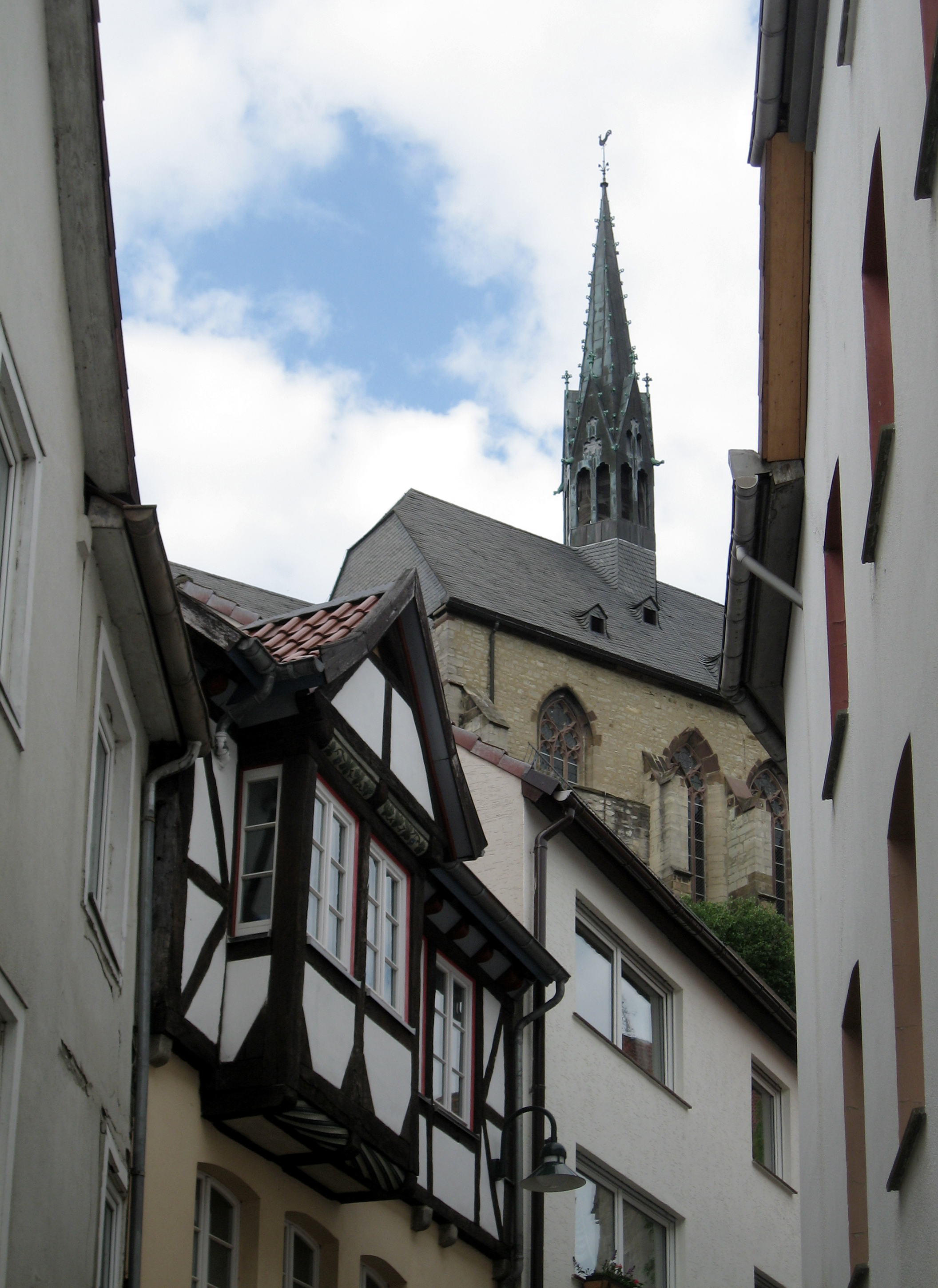

## Népesség
A település népességének változása:
| Lakosok száma | 22 150 | 23 629 | 23 128 | 23 079 | 22 953 | 23 322 | 23 336 |
|               | 1975   | 2015   | 2017   | 2019   | 2021   | 2022   | 2023   |